# Bovichthyidae

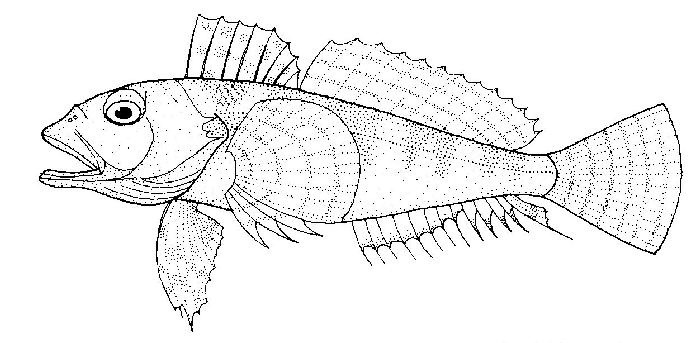
Bovichtus variegatus.

Los toritos (familia Bovichthyidae para unos autores o Bovichtidae para otros), son una familia de peces incluida en el orden Perciformes, tanto marinos como de agua dulce. Las especies marinas se distribuyen por costas de Chile, Argentina, Uruguay, Australia y Nueva Zelanda, mientras que las de agua dulce están restringidas a ríos australianos. Su nombre procede de su parecido con el ganado vacuno, tanto el nombre común como el científico que deriva del griego: bous (vaca) + ichtys (pez).
Como características morfológicas del grupo citar que tienen la boca protusible, así como espinas en la aleta dorsal separadas de la parte posterior de radios blandos.
A pesar de su belleza y hábitos sedentarios, no son especies adecuadas para mantener en acuario.

## Géneros y especies
Existen 11 especies agrupadas en 3 géneros, aunque recientes estudios han mostrado que esta familia no es un grupo monofilético:
- Género Bovichtus (Valenciennes en Cuvier y Valenciennes, 1832)
  - Bovichtus angustifrons (Regan, 1913)
  - Bovichtus argentinus (MacDonagh, 1931) - Torito de Argentina.
  - Bovichtus chilensis (Regan, 1913 ) - Torito común.
  - Bovichtus diacanthus (Carmichael, 1819)
  - Bovichtus oculus (Hardy, 1989)
  - Bovichtus psychrolutes (Günther, 1860)
  - Bovichtus variegatus (Richardson, 1846)
  - Bovichtus veneris (Sauvage, 1879)

- Género Cottoperca (Steindachner, 1876)
  - Cottoperca gobio (Günther, 1861) - Torito de los Canales o Yakouroum.

- Género Halaphritis (Last, Balushkin y Hutchins, 2002)
  - Halaphritis platycephala (Last, Balushkin y Hutchins, 2002)